# Josiah Scott
Josiah Scott (Hamilton, Ohio, 5 de abril de 1999) es un jugador profesional estadounidense de fútbol americano que se desempeña en la posición de cornerback en Philadelphia Eagles, equipo de la National Football League (NFL).

## Carrera
Fue seleccionado en la cuarta ronda en la Reunión Anual de Selección de Jugadores de la NFL de 2020. Hizo su debut profesional con el equipo Jacksonville Jaguars, en el cual jugó una temporada (2020-2021), luego pasó a Philadelphia Eagles, donde lleva jugando tres temporadas.